# Sony α

Sony α

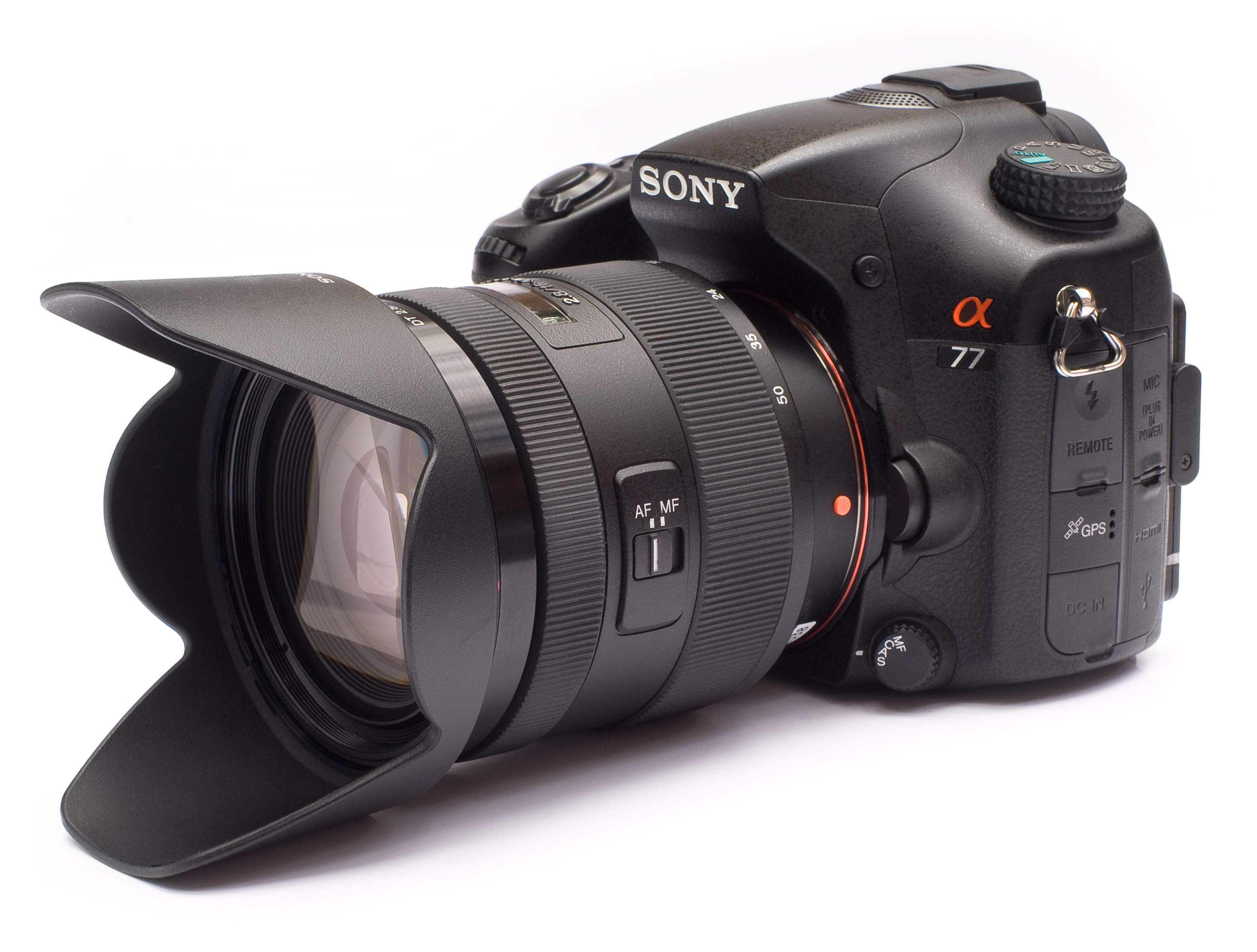
Sony Alpha 77.

Sony Alpha, estilizada como Sony α (letra grega alfa), é a serie câmeras com lentes intermutáveis da Sony, lançada em 5 de junho de 2006.

## Lista de câmeras

### Câmera reflex monobjetiva digital (DSLR) (A-Mount)

#### Gama de entrada (APS-C)
- A200 (Janeiro 2008)
- A300 (Janeiro 2008)
- A350 (Janeiro 2008)
- A230 (Maio 2009)
- A330 (Maio 2009)
- A380 (Maio 2009)
- A290 (Junho 2010)
- A390 (Junho 2010)

#### Gama média (APS-C)
- A100 (Julho 2006)
- A500 (Outubro 2009)
- A550 (Outubro 2009)
- A450 (Fevereiro 2010)
- A560 (Agosto 2010)
- A580 (Agosto 2010)

#### Gama semi-profissional (APS-C)
- A700 (Setembro 2007)

#### Gama profissional (Full Frame)
- A900 (Setembro 2008)
- A850 (Setembro 2009)

### Monobjectiva translúcido (SLT) (A-Mount)

#### Gama de entrada (APS-C)
- A33 (Agosto 2010)
- A35 (Agosto 2011)
- A37 (Maio 2012)

#### Gama média (APS-C)
- A55 (Agosto 2010)
- A57 (Abril 2012)

#### Gama média-alta (APS-C)
- A65 (Outubro 2011)

#### Gama semi-profissional (APS-C)
- A77 (Outubro 2011)
- A77 II (Maio 2014)

#### Gama profissional (Full Frame)
- A99 (Agosto 2012)

### Camera de lentes intermutáveis sem espelho (E-Mount)

#### Gama módulo (APS-C)
- QX1 (Outubro 2014)

#### Gama básicos (APS-C)
- A3000 (Setembro 2013)
- A3500 (Abril 2014, exceto a Europa e América do Norte)

#### Gama de entrada (APS-C)
- NEX-3 (Junho 2010)
- NEX-C3 (Junho 2011)
- NEX-F3 (Maio 2012)
- NEX-3N (Março 2013)
- A5000 (Março 2014)
- A5100 (Setembro 2014)

#### Gama média (APS-C)
- NEX-5 (Junho 2010)
- NEX-5N (Setembro 2011)
- NEX-5R (Setembro 2012)
- NEX-5T (Setembro 2013)

#### Gama especialista (APS-C)
- NEX-6 (Setembro 2012)
- A6000 (Abril 2014)

#### Gama semi-profissional (APS-C)
- NEX-7 (Novembro 2011)

#### Gama semi-profissional (Full Frame)
- A7 (Outubro 2013)
- A7R (Outubro 2013)
- A7S (Julho 2014)
- A7 II (Jan 2015)
- A7R II (Agosto 2015)
- HX Series 300 / 400 (Agosto 2016)

## Lista de objectivas

### Montagem tipo A (A-Mount)
Montagem de objectivas usada nas câmeras DSLR e SLT

#### Distância focal fixa
- Sony 16mm F2.8 Fisheye
- Sony 20mm F2.8
- Sony 24mm F2 SSM Carl Zeiss Distagon T*
- Sony 28mm F2.8
- Sony DT 30mm F2.8 Macro SAM
- Sony 35mm F1.4 G
- Sony DT 35mm F1.8 SAM
- Sony 50mm F1.4
- Sony DT 50mm F1.8 SAM
- Sony 50mm F2.8 Macro
- Sony 85mm F1.4 ZA Carl Zeiss Planar T*
- Sony 85mm F2.8 SAM
- Sony 100mm F2.8 Macro
- Sony 135mm F1.8 ZA Carl Zeiss Sonnar T*
- Sony 135mm F2.8 (T4.5) STF
- Sony 300mm F2.8 G
- Sony 500mm F8 Reflex

#### Objectiva zoom
- Sony DT 11-18mm F4.5-5.6
- Sony 16-35mm F2.8 ZA SSM Carl Zeiss Vario-Sonnar T*
- Sony DT 16-50mm F2.8 SSM
- Sony DT 16-80mm F3.5-4.5 ZA Carl Zeiss Vario-Sonnar T*
- Sony DT 16-105mm F3.5-5.6
- Sony DT 18-55mm F3.5-5.6 SAM
- Sony DT 18-70mm F3.5-5.6
- Sony DT 18-200mm F3.5-6.3
- Sony DT 18-250mm F3.5-6.3
- Sony 24-70mm F2.8 ZA SSM Carl Zeiss Vario-Sonnar T*
- Sony DT 55-200mm F4-5.6 SAM
- Sony 70-200mm F2.8G
- Sony 70-300mm F4.5-5.6 G SSM
- Sony 70-400mm F4-5.6 G SSM
- Sony 75-300mm F4.5-5.6

### Montagem tipo E (E-Mount)
Montagem de objectivas usada nas câmeras NEX

#### Distância focal fixa
- Sony E 2.8/16mm
- Sony Carl Zeiss Sonnar T* E 1.8/24mm
- Sony E 3.5/30mm Macro
- Sony E 1.8/50mm OSS

#### Objectiva zoom
- Sony E 3.5-5.6/18-55mm OSS
- Sony E 3.5-6.3/18-200mm OSS
- Sony E 4.5-6.3/55-210mm OSS